# مستشار الأمن الداخلي الأمريكي
مستشار الأمن الداخلي هونائب مساعد الرئيس لشؤون الأمن الداخلي ومكافحة الإرهاب، والذي يشار إليه عادة باسم مستشار الأمن الداخلي، وهو أحد كبار مساعدي المكتب التنفيذي للرئيس، ومقره في الجناح الغربي للبيت الأبيض، الذي يشغل منصب كبير المستشارين الداخليين لرئيس الولايات المتحدة في قضايا الأمن الداخلي ومكافحة الإرهاب. مستشار الأمن الداخلي هو عضو قانوني في مجلس الأمن الداخلي. في خدمة الرئيس، لا يحتاج مستشار الأمن الداخلي إلى موافقة مجلس الشيوخ للتعيين في المكتب.

## قائمة مستشاري الأمن الداخلي
| رقم | صورة                                                                       | اسم                                                                        | مصطلح                                                                      | مصطلح                                                                      | أيام الخدمة                                                                | الرئيس | الرئيس         |
| رقم | صورة                                                                       | اسم                                                                        | بداية                                                                      | النهاية                                                                    | أيام الخدمة                                                                | الرئيس | الرئيس         |
| --- | -------------------------------------------------------------------------- | -------------------------------------------------------------------------- | -------------------------------------------------------------------------- | -------------------------------------------------------------------------- | -------------------------------------------------------------------------- | ------ | -------------- |
| 1   | اللقب الرسمي: مساعد الرئيس لشؤون الأمن الداخلي                             | اللقب الرسمي: مساعد الرئيس لشؤون الأمن الداخلي                             | اللقب الرسمي: مساعد الرئيس لشؤون الأمن الداخلي                             | اللقب الرسمي: مساعد الرئيس لشؤون الأمن الداخلي                             | اللقب الرسمي: مساعد الرئيس لشؤون الأمن الداخلي                             |        | جورج دبليو بوش |
| 1   |                                                                            | توم ريدج                                                                   | 20 سبتمبر 2001                                                             | 24 يناير 2003                                                              | 491                                                                        |        | جورج دبليو بوش |
| 2   | اللقب الرسمي: مساعد الرئيس لشؤون الأمن الداخلي                             | اللقب الرسمي: مساعد الرئيس لشؤون الأمن الداخلي                             | اللقب الرسمي: مساعد الرئيس لشؤون الأمن الداخلي                             | اللقب الرسمي: مساعد الرئيس لشؤون الأمن الداخلي                             | اللقب الرسمي: مساعد الرئيس لشؤون الأمن الداخلي                             |        | جورج دبليو بوش |
| 2   |                                                                            | جون أ. جوردون                                                              | 30 أبريل 2003                                                              | 28 مايو 2004                                                               | 394                                                                        |        | جورج دبليو بوش |
| 3   | اللقب الرسمي: مساعد الرئيس لشؤون الأمن الداخلي ومكافحة الإرهاب             | اللقب الرسمي: مساعد الرئيس لشؤون الأمن الداخلي ومكافحة الإرهاب             | اللقب الرسمي: مساعد الرئيس لشؤون الأمن الداخلي ومكافحة الإرهاب             | اللقب الرسمي: مساعد الرئيس لشؤون الأمن الداخلي ومكافحة الإرهاب             | اللقب الرسمي: مساعد الرئيس لشؤون الأمن الداخلي ومكافحة الإرهاب             |        | جورج دبليو بوش |
| 3   |                                                                            | فرانسيس تاونسند                                                            | 28 مايو 2004                                                               | 30 مارس 2008                                                               | 1402                                                                       |        | جورج دبليو بوش |
| 4   | اللقب الرسمي: مساعد الرئيس لشؤون الأمن الداخلي ومكافحة الإرهاب             | اللقب الرسمي: مساعد الرئيس لشؤون الأمن الداخلي ومكافحة الإرهاب             | اللقب الرسمي: مساعد الرئيس لشؤون الأمن الداخلي ومكافحة الإرهاب             | اللقب الرسمي: مساعد الرئيس لشؤون الأمن الداخلي ومكافحة الإرهاب             | اللقب الرسمي: مساعد الرئيس لشؤون الأمن الداخلي ومكافحة الإرهاب             |        | جورج دبليو بوش |
| 4   |                                                                            | كينيث ل. وينشتاين                                                          | 30 مارس 2008                                                               | 20 يناير 2009                                                              | 296                                                                        |        | جورج دبليو بوش |
| 5   | اللقب الرسمي: نائب مستشار الأمن القومي لشؤون الأمن الداخلي ومكافحة الإرهاب | اللقب الرسمي: نائب مستشار الأمن القومي لشؤون الأمن الداخلي ومكافحة الإرهاب | اللقب الرسمي: نائب مستشار الأمن القومي لشؤون الأمن الداخلي ومكافحة الإرهاب | اللقب الرسمي: نائب مستشار الأمن القومي لشؤون الأمن الداخلي ومكافحة الإرهاب | اللقب الرسمي: نائب مستشار الأمن القومي لشؤون الأمن الداخلي ومكافحة الإرهاب |        | باراك أوباما   |
| 5   |                                                                            | جون ا. برينان                                                              | 20 يناير 2009                                                              | 25 يناير 2013                                                              | 1466                                                                       |        | باراك أوباما   |
| 6   | اللقب الرسمي: نائب مستشار الأمن القومي لشؤون الأمن الداخلي ومكافحة الإرهاب | اللقب الرسمي: نائب مستشار الأمن القومي لشؤون الأمن الداخلي ومكافحة الإرهاب | اللقب الرسمي: نائب مستشار الأمن القومي لشؤون الأمن الداخلي ومكافحة الإرهاب | اللقب الرسمي: نائب مستشار الأمن القومي لشؤون الأمن الداخلي ومكافحة الإرهاب | اللقب الرسمي: نائب مستشار الأمن القومي لشؤون الأمن الداخلي ومكافحة الإرهاب |        | باراك أوباما   |
| 6   |                                                                            | ليزا موناكو                                                                | 25 يناير 2013                                                              | 20 يناير 2017                                                              | 1456                                                                       |        | باراك أوباما   |
| 7   | اللقب الرسمي: مساعد الرئيس لشؤون الأمن الداخلي ومكافحة الإرهاب             | اللقب الرسمي: مساعد الرئيس لشؤون الأمن الداخلي ومكافحة الإرهاب             | اللقب الرسمي: مساعد الرئيس لشؤون الأمن الداخلي ومكافحة الإرهاب             | اللقب الرسمي: مساعد الرئيس لشؤون الأمن الداخلي ومكافحة الإرهاب             | اللقب الرسمي: مساعد الرئيس لشؤون الأمن الداخلي ومكافحة الإرهاب             |        | دونالد ترمب    |
| 7   |                                                                            | توم بوسرت                                                                  | 20 يناير 2017                                                              | 10 أبريل 2018                                                              | 414                                                                        |        | دونالد ترمب    |
| -   | اللقب الرسمي: مساعد الرئيس لشؤون الأمن الداخلي ومكافحة الإرهاب             | اللقب الرسمي: مساعد الرئيس لشؤون الأمن الداخلي ومكافحة الإرهاب             | اللقب الرسمي: مساعد الرئيس لشؤون الأمن الداخلي ومكافحة الإرهاب             | اللقب الرسمي: مساعد الرئيس لشؤون الأمن الداخلي ومكافحة الإرهاب             | اللقب الرسمي: مساعد الرئيس لشؤون الأمن الداخلي ومكافحة الإرهاب             |        | دونالد ترمب    |
| -   |                                                                            | روب جويس Acting                                                            | 10 أبريل 2018                                                              | 31 مايو 2018                                                               | 51                                                                         |        | دونالد ترمب    |
| 8   | اللقب الرسمي: نائب مساعد الرئيس لشؤون الأمن الداخلي ومكافحة الإرهاب        | اللقب الرسمي: نائب مساعد الرئيس لشؤون الأمن الداخلي ومكافحة الإرهاب        | اللقب الرسمي: نائب مساعد الرئيس لشؤون الأمن الداخلي ومكافحة الإرهاب        | اللقب الرسمي: نائب مساعد الرئيس لشؤون الأمن الداخلي ومكافحة الإرهاب        | اللقب الرسمي: نائب مساعد الرئيس لشؤون الأمن الداخلي ومكافحة الإرهاب        |        | دونالد ترمب    |
| 8   |                                                                            | مخاوف دوغ                                                                  | 1 يونيو 2018                                                               | 12 يوليو 2019                                                              | 406                                                                        |        | دونالد ترمب    |
| 9   | اللقب الرسمي: نائب مساعد الرئيس ومستشار الأمن القومي ومكافحة الإرهاب       | اللقب الرسمي: نائب مساعد الرئيس ومستشار الأمن القومي ومكافحة الإرهاب       | اللقب الرسمي: نائب مساعد الرئيس ومستشار الأمن القومي ومكافحة الإرهاب       | اللقب الرسمي: نائب مساعد الرئيس ومستشار الأمن القومي ومكافحة الإرهاب       | اللقب الرسمي: نائب مساعد الرئيس ومستشار الأمن القومي ومكافحة الإرهاب       |        | دونالد ترمب    |
| 9   |                                                                            | بيتر ج. براون                                                              | 12 يوليو 2019                                                              | 21 فبراير 2020                                                             | 224                                                                        |        | دونالد ترمب    |
| 10  | اللقب الرسمي: نائب مساعد الرئيس ومستشار الأمن القومي ومكافحة الإرهاب       | اللقب الرسمي: نائب مساعد الرئيس ومستشار الأمن القومي ومكافحة الإرهاب       | اللقب الرسمي: نائب مساعد الرئيس ومستشار الأمن القومي ومكافحة الإرهاب       | اللقب الرسمي: نائب مساعد الرئيس ومستشار الأمن القومي ومكافحة الإرهاب       | اللقب الرسمي: نائب مساعد الرئيس ومستشار الأمن القومي ومكافحة الإرهاب       |        | دونالد ترمب    |
| 10  |                                                                            | جوليا نشيوات                                                               | 21 فبراير 2020                                                             | حتى الآن                                                                   | 1856                                                                       |        | دونالد ترمب    |